# Podlesie (Zawada)
Podlesie – przysiółek wsi Zawada w Polsce położonej w województwie świętokrzyskim, w powiecie opatowskim, w gminie Ożarów.  
W latach 1975–1998 miejscowość należała administracyjnie do województwa tarnobrzeskiego.